# Списак градова у Зимбабвеу
Списак градова у Зимбабвеу
Беитбриџ Beitbridge

Биндура Bindura 

Бинга Binga

Булавајо Bulawayo

Чегуту Chegutu 

Чинхоји Chinhoyi 

Чиманимани (град) Chimanimani 

Чипинге Chipinge

Чиредзи Chiredzi

Читунгвиза Chitungwiza 

Чиву Chivu 

Гванда (град) Gwanda 

Гверу (град) Gweru 

Хараре (град) Harare 

Хванге Hwange

Кадома Kadoma 

Кариба Kariba

Карои Karoi

Квекве (град) Kwekwe 

Лајонс Ден Lion's Den

Лупане Lupane

Марондера Marondera Марондера

Машава Мајн Mashava Mine 

Машвинго Masvingo 

Мутаре Mutare

Нортон Norton

Нкаји (град) Nkayi

Њанга Nyanga

Пламтри Plumtree

Редклиф Redcliff

Русапе Rusape

Рува Rusape

Шамва Shamva

Шуругви Shurugwi

Тули Tuli

Викторијини Водопади (град) Victoria Falls

Звишаване Zvishavane

## Унутраше везе
- Имена места у Зимбабвеу